# Endometrióza
Endometrióza je gynekologické onemocnění, při kterém dochází k růstu buněk podobných jako v endometriu (výstelka dutiny děložní) mimo dělohu. Ložiska lze nalézt na vaječnících, vejcovodech, tkáni kolem dělohy a vaječníků (pobřišnice), střevech, močovém měchýři a bránici, ale může se vyskytovat i v jiných částech těla.
Během menstruačního cyklu podléhá endometrium (tedy i oblasti endometriózy) vlivu ženských pohlavních hormonů. V místech výskytu endometriózy pak dochází k cyklickému krvácení a rozvoji chronického zánětu a zjizvení. Typickým projevem endometriózy jsou bolesti v malé pánvi různé intenzity a sterilita (neplodnost). Dalšími následky mohou být srůsty či jiné komplikace.
Některé příznaky zahrnují pánevní bolest, silnou menstruaci, bolestivé vyprazdňování střev, bolestivé močení. V průběhu onemocnění se mohou ložiska endometriózy zvětšovat, případně se mohou vytvořit cysty. Endometriální cysty na vaječnících (endometriomy), ložiska na vejcovodech nebo na děložních vazech bývají příčinou neplodnosti. Téměř polovina postižených má chronickou pánevní bolest, zatímco u 70 % se bolest vyskytuje během menstruace. Častá je také bolest při pohlavním styku. Neplodnost se vyskytuje až u poloviny postižených žen. Asi 25 % žen nemá žádné příznaky a 85 % žen s neplodností nemá žádné bolesti. Endometrióza může mít sociální i psychologické dopady.
Příčina endometriózy není zcela jasná. Mezi rizikové faktory patří rodinná anamnéza tohoto onemocnění. Diagnóza je obvykle založena na symptomech v kombinaci s lékařským zobrazováním. Nejjistější metodou a zlatým standardem pro diagnostiku je však biopsie. Příznaky podobné endometrióze se mohou vyskytovat u zánětlivého onemocnění pánve, syndromu dráždivého tračníku, intersticiální cystitidy a fibromyalgie. Endometrióza je běžně špatně diagnostikována a ženy často uvádějí, že lékaři jejich příznaky bagatelizují. Ženy s endometriózou navštíví v průměru sedm lékařů, než dojde ke stanovení správné diagnózy. Průměrná doba mezi nástupem příznaků a chirurgicky získanými biopsiemi je 6,7 let.
Podle předběžné evidence riziko endometriózy snižuje užívání kombinovaných perorálních kontraceptiv. Preventivně může působit také cvičení a omezení spotřeby alkoholu. Na endometriózu neexistuje žádný lék, ale řada léčiv může zlepšit příznaky, např. léky proti bolesti, hormonální léčba nebo chirurgický zákrok. Na léčbu bolesti se obvykle doporučují nesteroidní protizánětlivé preparáty (NSAID), jako např. naproxen. Užitečné může být také trvalé užívání aktivní složky antikoncepční pilulky nebo použití nitroděložního tělíska s gestagenem. U neplodných žen může schopnost otěhotnět zlepšit léčba agonisty hormonu uvolňujícího gonadotropin (agonista GnRH). K chirurgickému odstranění endometriózy se přistupuje v případech, kdy příznaky nejsou zvládnutelné jinou léčbou.
Podle odhadu bylo v roce 2015 celosvětově postiženo endometriózou 10,8 milionu žen. Jiné zdroje odhadují, že je postiženo 6 až 10 % běžné ženské populace a 2 až 11 % asymptomatických žen. Endometrióza je nejčastější u žen ve třetí a čtvrté dekádě života, může však začít u dívek již v osmi letech. Zřídka vede k úmrtí, neupravená a věkově standardizovaná úmrtnost je 0,1 a 0,0 na 100 000.

## Historie onemocnění
Prvním, kdo historicky v roce 1860 endometriózu popsal, byl baron Carl Freiherr von Rokitansky, významný patolog českého původu a rodák z Hradce Králové Prof. MUDr. Karel Rokytanský (1804–1878). Byl profesorem vídeňského anatomického ústavu a žákem Jana Evangelisty Purkyně. Během dalších 60 let bylo endometrióze věnováno pouze pár kazuistik.
Současný název včetně podrobného histopatologického popisu onemocnění a úvah o původu endometriózy přišly ovšem až mnohem později. V roce 1927 John A. Samson (1873–1946) poprvé použil termín endometrióza a jako první přišel s vysvětlením etiologie onemocnění, a to s teorií retrográdní menstruace.
Endometrióza byla poprvé ustanovena jako samostatná choroba ve 20. letech 20. století.
V roce 1980 byla založena Endometriosis association, organizace která sdružuje jak nemocné ženy, tak lékaře zabývající se problematikou endometriózy. Založily ji v Milwaukee ve Wiskonsinu Mary Lou Ballweg a Carolyn Keith a v současnosti je to celosvětová nezávislá organizace působící v 66 zemích celého světa. Asociace se zaměřuje nejen na sdružování nemocných, ale také na výzkum, snahu najít vhodný lék a na podporu a vzdělávání široké veřejnosti.

## Epidemiologie
Je velmi obtížné určit celkový počet žen s endometriózou, protože potvrzení diagnózy vyžaduje chirurgickou laparoskopickou operaci. Kritéria, která se běžně používají ke stanovení diagnózy, zahrnují bolest v pánevní oblasti, neplodnost, chirurgické potvrzení a v některých případech zobrazení magnetickou rezonancí. Ultrazvuk může identifikovat velké shluky tkáně jako potenciální ložiska endometriózy a cysty na vaječnících, ale nefunguje u všech pacientek, zvláště u těch s menšími povrchovými ložisky.
Endometrióza je nejčastější u žen ve třetí a čtvrté dekádě života, může však začít u dívek již v osmi letech. Odhaduje se, že endometriózou trpí celosvětově více než 190 milionů žen v reprodukčním věku. Postihuje ženy bez ohledu na rasu nebo etnický původ nebo na to, zda měly nebo neměly děti.
Odhaduje se, že u 40–50 % zaléčených pacientek se nemoc do 5 let objeví znovu. Míra recidivy se zvyšuje s narůstající dobou od operace a nesouvisí se stádiem onemocnění, počáteční lokalizací, použitou chirurgickou metodou nebo pooperační léčbou.

### Endometrióza v České republice
Neexistují oficiální čísla o tom, kolik žen v České republice endometriózou trpí. Podle evropských odhadů to může být kolem 15 až 20 % v populaci. Bolestivou endometriózou by tedy mohlo trpět kolem čtvrt milionu žen v Česku. V březnu roku 2021 vznikla první česká pacientská organizace věnující se endometrióze, která nese název ENDOTalks, z.s. Spadá pod Pacientský hub, který je projektem Ministerstva zdravotnictví ČR a je financovaný z Fondů Evropského hospodářského prostoru. Hlavní iniciátorkou, zakladatelkou je Michaela Lebeda. Organizace má ve svých řadách odborné garanty, kteří zastupují různé odbornosti – gynekologie, asistovaná reprodukce, fyzioterapie, tradiční čínská medicína a psychoterapie, ale má i zastoupení dobrovolných spolků a iniciativ.
ENDOTalks má tři hlavní cíle – mluvit, propojovat, participovat. Jde tedy o vnesení tématu endometriózy do společnosti a otevření diskuse, propojování nejen pacientů s odborníky, ale také odborníků mezi sebou, a pomoc ženám, které podstupují proces diagnostiky, či těm, kterým již byla endometrióza diagnostikována. ENDOTalks provozují Support Centrum, které mají na starost tzv. Endokecky, tedy pacientky diagnostikované s endometriózou. Tyto ženy jsou proškolené a snaží se poskytnout co nejlepší podporu ženám, které se na ně obrátí. Jedná se především o podporu v podobě skupinových setkání a sdílení. Platforma je určená ale i pro dotazy a podněty.

## Příznaky

### Bolest v pánevní oblasti
Hlavním příznakem endometriózy je opakující se bolest v pánevní oblasti. Může být mírná až silná křečovitá nebo bodavá a vyskytuje se na obou stranách pánve, v dolní části zad a v oblasti konečníku. K nejsilnější bolesti obvykle dochází při menstruaci. Někdy může začít týden před menstruací, během menstruace a dokonce i týden po menstruaci, nebo může být trvalá. Bolest může být vysilující a vést k emočnímu stresu.
Bolest se obvykle projevuje jako
- dysmenorea (64 %)[24] – bolestivé, někdy urputné křeče v podbřišku během menstruace, bolest se může časem zhoršovat (progresivní bolest), mohou se vyskytovat také bolesti zad
- bolesti v podbřišku – vyskytují se s různou intenzitou a obvykle nesouvisejí s menstruací.
- chronická pánevní bolest – typicky doprovázená bolestí dolní části zad nebo bolestí břicha
- dyspareunie – bolestivý pohlavní styk
- dysurie – bolestivé močení[25]
- mittelschmerz – bolest spojená s ovulací[26]
- bolest při pohybu těla – přítomná během cvičení, stání nebo chůze

Intenzita bolesti však nezávisí ani na velikosti ložisek, ani na rozsahu endometriózy. I malé ložisko může někdy způsobovat velmi silnou bolest, a naopak rozsáhlá endometrióza může být bez příznaků.
Příčiny bolesti jsou různé. Ložiska endometriózy reagují na hormonální stimulaci a mohou v době menstruace „krvácet“. Krev se hromadí lokálně, pokud ji v krátké době nevyčistí imunitní, oběhový a lymfatický systém. Následkem toho vzniká otok, který spouští zánět a aktivaci cytokinů, což vyvolává bolest. Další příčinou bolesti je dislokace orgánů způsobená pozánětlivými srůsty. Vaječníky, děloha, vejcovody, pobřišnice a močový měchýř mohou být srůsty vzájemně spojeny. Bolest vyvolaná tímto způsobem může trvat po celý menstruační cyklus, nejen během menstruace. Endometriotická ložiska si také mohou vybudovat své vlastní nervové zásobení a tím vytvořit přímou a obousměrnou interakci mezi lézemi a centrálním nervovým systémem.

### Neplodnost
Asi třetina žen s neplodností má endometriózu a mezi pacientkami s endometriózou je asi 40 % neplodných žen. Patogeneze neplodnosti závisí na stadiu onemocnění. Předpokládá se, že v časném stadiu onemocnění je prvotní zánětlivá reakce, která narušuje početí, zatímco v pozdějším stadiu onemocnění přispívají k narušení oplodnění deformovaná pánevní anatomie a srůsty.

### Další příznaky
Mezi další příznaky patří pocit plnosti, nadýmání, střevní potíže, průjem nebo zácpa. Pokud ložiska endometriózy postihují močový měchýř nebo střeva, může být močení nebo vyprazdňování střev bolestivé. Může se vyskytovat i chronická únava, nevolnost a zvracení, migrény, horečky, silná (44 %) nebo nepravidelná menstruace (60 %) a hypoglykémie.
Vzácně může endometrióza způsobit, že se tkáň podobná endometriu nachází v jiných částech těla. K hrudní endometrióze dochází, když se tkáň podobná endometriu rozšíří do plic nebo pohrudnice. Projevuje se vykašláváním krve, zkolabováním plíce nebo krvácením do pleurálního prostoru. Endometrióza může také postihnout blízké tlusté střevo.

## Komplikace

### Fyzické komplikace
Komplikace endometriózy se projevují jako vnitřní jizvy, srůsty, pánevní cysty, čokoládové cysty na vaječnících, prasklé cysty a ucpání střev a močovodů v důsledku pánevních srůstů. Neplodnost u endometriózy pravděpodobně souvisí s tvorbou jizev a anatomickými deformacemi.
Pokud endometrióza postihne vaječníky, mohou se vyskytnout komplikace v těhotenství v podobě abscesů a jejich případného prasknutí.

### Psychické komplikace
Endometrióza může významně ovlivňovat duševní zdraví žen bez ohledu na to, zda pociťují bolest způsobenou symptomy. Projevy mohou být různorodé – snadné rozzlobení se, pocity úzkosti a deprese, nízké sebevědomí nebo negativní vnímání sebe sama. Deprese a úzkosti se vyskytují u 10 až 30 % pacientek, které mají závažné somatické onemocnění. Některé práce nicméně udávají prevalenci deprese a úzkosti u žen s endometriózou až 48 %.

## Rizikové faktory

### Genetika
Endometrióza je dědičné onemocnění, které je ovlivněno jak genetickými faktory, tak faktory prostředí. Děti nebo sourozenci žen s endometriózou jsou vystaveni vyššímu riziku vzniku onemocnění, nízké hladiny progesteronu mohou být geneticky podmíněné a mohou přispívat k hormonální nerovnováze. U jedinců s endometriózou v přímé linii příbuzných je výskyt onemocnění přibližně šestinásobně zvýšený.
Předpokládá se, že endometrióza je výsledkem řady změn v cílových genech, tento mechanismus je podobný jako při vzniku rakoviny. Počáteční mutace může být buď somatická nebo dědičná.
Existují i nálezy změněné genové exprese a epigenetiky, ale obojí může být také důsledkem například faktorů prostředí nebo změněného metabolismu. Příklady změněné genové exprese zahrnují expresi miRNA.

### Environmentální toxiny
Některé výzkumy se zabývaly možnou souvislostí mezi endometriózou a působením dioxinů, ale důkazy nejsou jednoznačné a případný mechanismus účinku zůstává nejasný. Recenzní článek z roku 2015 připouští možnou roli dioxinů v patogenezi endometriózy, zejména jejich vliv na slizniční imunitu reprodukčního ústrojí. Současné epidemiologické studie u lidí zkoumající souvislosti mezi dioxiny a endometriózou však zůstávají nejednoznačné.

## Patofyziologie
Přesná příčina endometriózy zůstává nejasná, existuje však mnoho teorií vysvětlujících vznik ektopické tkáně podobné endometriu. Patofyziologie endometriózy je pravděpodobně multifaktoriální, působí zde tedy několik faktorů.

### Teorie retrográdní menstruace
Teorie retrográdní menstruace (též implantační nebo transplantační teorie) je nejčastěji přijímanou teorií pro vznik endometriózy. Podle ní část endometriálních úlomků během menstruace proudí zpět vejcovody do břišní dutiny, kde se přichytí k pobřišnici (výstelka břišní dutiny) a mohou se přeměnit na endometriózu. Není však jasné, jak k této přeměně dochází.
Důkazy na podporu teorie jsou založeny na retrospektivních epidemiologických studiích u lidí a také na zjištění, že u hlodavců a poloopic, jejichž endometrium se během estrálního cyklu neodlučuje, se endometrióza přirozeně nevyskytuje na rozdíl od zvířat, která mají přirozený menstruační cyklus, jako jsou opice rhesus a paviáni.
Retrográdní menstruace sama o sobě není schopna vysvětlit všechny případy endometriózy a k jejímu vzniku patrně přispívají i další faktory, jako genetika, imunologie, migrace kmenových buněk a buněčná metaplazie.
Endometriotická ložiska se od endometria liší biochemickými a imunologickými vlastnostmi a hormonální a zánětlivou odpovědí.

### Ostatní teorie
- Kmenové buňky: endometrióza podle této teorie pochází z kmenových buněk z kostní dřeně, případně i z jiných zdrojů. Teorie vysvětluje zejména výskyt endometriózy v oblastech vzdálených od pánve, jako mozek nebo plíce. Kmenové buňky mohou pocházet z místních buněk pobřišnice nebo z buněk kostní dřeně, které se šíří krevním řečištěm (vaskulární diseminace).[42][44][15]
- Životní prostředí: podle této teorie mohou endometriózu způsobit environmentální toxiny (např. dioxin, nikl).[45][46] V lidském těle dochází k jejich bioakumulaci. Podle předběžných prací zánětlivé procesy způsobené dioxiny a podobnými chemickými látkami v životním prostředí mohou změnit normální fyziologii endometria a imunitních buněk. Tím v břišní dutině umožní vzniku a přetrvávání endometriální tkáně, kterou by normálně buňky imunitního systému odstranily.[47]
- Metaplastická teorie vychází z předpokladu, že endometrióza vzniká přeměnou některých buněk, které pocházejí ze stejné buněčné linie jako endometrium.[42]

## Lokalizace
Nejčastější místa výskytu endometriózy jsou vaječníky, vejcovody, závěsný aparát děložní (vazy) a vnější povrch dělohy. Méně časté pánevní oblasti výskytu jsou pochva, děložní hrdlo, vulva, střevo, močový měchýř a konečník.
Endometrióza se může rozšířit do děložního hrdla a pochvy nebo do jizvy po chirurgickém řezu. Rektovaginální nebo střevní endometrióza postihuje přibližně 5–12 % pacientek s endometriózou a může způsobovat silnou bolest při pohybech střev.
Vzácně se endometrióza může vyskytovat mimo pánevní dutinu, v plících, mozku nebo na kůži.

## Formy endometriózy
V současné době se rozlišují 4 formy endometriózy, které se obvykle v těle kombinují (málokdy se u ženy vyskytuje pouze jedna z těchto forem). Každá z forem má jiné projevy a důsledky a často se liší postupy při její diagnostice a terapii.
1. Peritoneální endometrióza – obvykle povrchová, ložiska nezasahují do hloubky větší než 4mm. Jde o drobná ložiska na povrchu pobřišnice. Ložiska jsou různých typů a barev (černé, bílé, červené), ty nejdrobnější mohou vypadat jen jako drobné puchýřky.[52]
2. Hluboká (hluboce infiltrující) endometrióza (DIE) – ložiska, která prorůstají do hloubky více než 5 mm. Mohou se vyskytovat na peritoneu i zasahovat do okolních orgánů, často střeva anebo močového ústrojí. Často se vyskytující formou DIE je endometrióza rektovaginálního septa, přepážky oddělující konečník od pochvy. Z orgánů jsou nejčastěji postižené různé části střeva či močové ústrojí.[52] Prevalence DIE se u žen v reprodukčním věku odhaduje na 1 až 2 %.[53] Peritoneální endometrióza

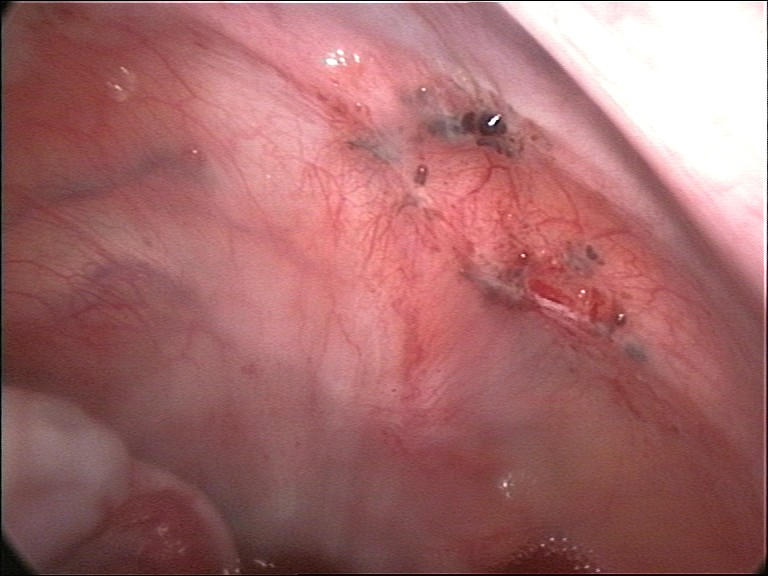
Peritoneální endometrióza

3. Ovariální endometrióza (endometriomy – čokoládové cysty) – je typická tvorbou cyst naplněných hnědou tekutinou (od toho název čokoládová cysta) na vaječnících. U více než 50 % případů ovariální endometriózy se u ženy současně nachází i DIE (a často to bývá právě DIE, která působí bolest). Právě endocysty se bohužel v nespecializovaných pracovištích nejčastěji chybně diagnostikují a léčí.[52]
4. Adenomyóza – dříve označovaná jako tzv. „vnitřní“ endometrióza. Jde o situaci, kdy se ložiska nacházejí ve svalovině dělohy. Typickým příznakem je zvětšená, asymetrická děloha a často hodně silné menstruační krvácení.[52]

## Diagnóza
K podezření na endometriózu obvykle vede osobní anamnéza a fyzikální vyšetření. Pro upřesnění diagnózy se používá transvaginální ultrazvukové vyšetření (TVUS).
U mnoha pacientek dochází ke stanovení diagnózy s výrazným zpožděním. Studie ukazují, že průměrná doba pro určení diagnózy je ve Spojených státech 11,7 let, ve Velké Británii 8 let a v Norsku 6,7 roku. Přitom čím jsou ženy mladší, tím déle na diagnózu čekají. Pro ženy mladší 19 let je to více než 12 let. Třetina žen navštívila svého praktického lékaře minimálně šestkrát, než jim byla stanovena správná diagnóza.
Endometrióza se nejčastěji vyskytuje na vaječnících, v Douglasově prostoru, na širokých děložních vazech a na sakrouterinních vazech.
Pro neinvazivní diagnostiku hluboké infiltrující endometriózy jsou technikami volby TVUS, TRUS a MRI vyznačující se vysokou senzitivitou a specificitou.

### Laparoskopie

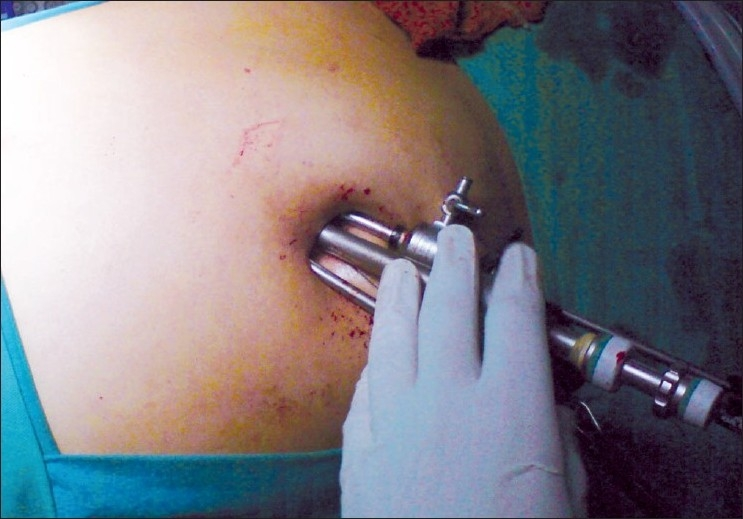
Laparoskopie

Laparoskopie, chirurgický zákrok, kdy se k nahlédnutí do břišní dutiny používá kamera, je jediným způsobem, jak přesně diagnostikovat rozsah a závažnost pánevní či břišní endometriózy. Laparoskopie není vhodná pro extrapelvická místa, jako je pupek, kýlní vaky, břišní stěna, plíce nebo ledviny.
Laparoskopie umožňuje vizualizaci ložisek v případech, kdy léze není viditelná zvenčí (např. endometriotický uzel ve vagíně) a není lokalizovaná mimobřišně. Pokud nejsou léze viditelné, je nutné ke stanovení diagnózy provést biopsii. Během diagnostické laparoskopie je možné současně provést chirurgickou léčbu endometriózy.
Léze identifikované při laparoskopii se liší velikostí a mohou se jevit jako tmavě modrá, pudrově černá, červená, bílá, žlutá, hnědá nebo nepigmentovaná ložiska. Některé léze ve stěnách pánve nemusejí být viditelné, endometrióza se prokázala při biopsii normálně vypadající pobřišnice u neplodných žen v 6–13 % případů. Časná endometrióza se typicky vyskytuje na povrchu orgánů v pánevní a nitrobřišní oblasti. Větší ložiska se mohou nacházet na vaječnících jako endometriomy nebo "čokoládové cysty", protože obsahují hustou nahnědlou tekutinu, většinou starou krev.

### Ultrazvuk

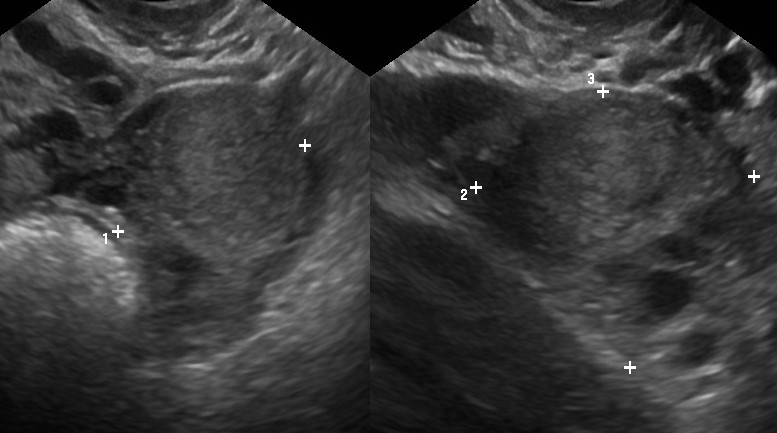
Endometriózní cysta při ultrazvukovém vyšetření

Vaginální ultrazvuk lze použít k diagnostice endometriózy nebo k lokalizaci endometriomu před operací. Může pomoci určit rozsah onemocnění u jedinců s klinickým podezřením na endometriózu. Vaginální ultrazvuk je levný, snadno dostupný, nemá žádné kontraindikace a nevyžaduje žádnou přípravu. Rozšířením ultrazvukového vyšetření do zadního a předního pánevního prostoru je sonografista schopen vyhodnotit strukturální mobilitu a vyhledat hluboké infiltrující endometriotické uzly. Zlepšená ultrazvuková detekce hluboké infiltrující endometriózy by mohla snížit počet diagnostických laparoskopií a také by mohla pomoci při léčbě onemocnění a zlepšit kvalitu života pacientky.

### Magnetická rezonance
Magnetická rezonance (MRI) je další možností neinvazivní identifikace lézí. MRI se vzhledem ke své ceně a omezené dostupnosti příliš nepoužívá, i když ji lze s dostatečnou přesností použít k detekci nejběžnější formy endometriózy (endometriomu).

## Léčba
Endometrióza je chronické onemocnění, u něhož je minimální riziko vážných zdravotních a život ohrožujících komplikací a které zároveň ve většině případů moc neprogreduje (nehorší se s věkem). Má bohužel ale velkou tendenci k recidivám a díky tomu není možné endometriózu ve většině případů definitivně vyléčit. V mnoha případech menopauza (přirozená nebo chirurgická) endometriózu zmírní.
Cílem léčby je proto zejména zlepšení kvality života – zmírnění či potlačení obtíží (zejména bolestí), zachování plodnosti (možnost otěhotnět) a snížení rizika recidivy. Kromě toho je ale samozřejmě cílem léčby i prevence trvalého poškození orgánů (ledvin, vaječníků, střeva) Léčba je primárně symptomatická (řeší symptomy) a ne kauzální (neřeší příčinu, protože ta není známá stejně jako prevence). Měla by být vždy volena individuálně a většinou se jedná o kombinaci rozličných terapeutických postupů. Rozhodující je, zda žena vyhledala pomoc lékaře kvůli silným bolestem, neplodnosti nebo kombinaci obojího. K dispozici jsou různé možnosti léčby a její volba závisí především na cíli léčby. U žen s endometriózou, které nepociťují žádné obtíže, neplánují dítě a není u nich poškozen některý z orgánů (např. vaječník, střeva nebo močovod), není léčba nezbytně nutná.

### Terapeutické možnosti
K léčbě endometriózy se používá medikamentózní neboli farmakologická léčba (užívání léků) a chirurgická léčba. V některých případech lze přidat další postupy, jako je léčba neplodnosti či psychosomatická léčba.
Chirurgická i hormonální léčba jsou srovnatelné pokud jde o léčbu bolesti (funguje u 80–90 % pacientek).
U neplodnosti k početí často pomáhají metody asistované reprodukce. Chirurgické odstranění ložisek nicméně zvyšuje šanci na otěhotnění. Oproti tomu hormonální léčba neplodnost nijak léčit nepomáhá.

#### Medikamentózní léčba
Ke zmírnění nebo odstranění obtíží jako dysmenorea lze použít léky. K dispozici jsou dvě skupiny léčiv – léky proti bolesti a hormonální přípravky (inhibitory ovulace/antikoncepční pilulky, gestageny a analoga GnRH).

##### Při mírných obtížích
Ženám s opakujícími se mírnými bolestmi v podbřišku mohou ulevit léky proti bolesti nebo perorální antikoncepce. Nejlépe se osvědčila nesteroidní antiflogistika (NSAID), léky proti bolesti s protizánětlivým účinkem. U lehčích příznaků endometriózy může pomoci užívání perorální antikoncepce, která upravuje menstruační cyklus a tlumí produkci hormonů ve vaječnících. Pokud tato léčba nepřináší úlevu, lze použít i jiné hormonální přípravky.

##### Při větších obtížích
Pokud žena trpí potvrzenou endometriózou se silnými bolestmi a neplánuje početí, lze k farmakologické léčbě endometriózy využít další hormonální přípravky, jako gestageny a analoga GnRH.
Kromě antikoncepce, která obsahuje pouze gestageny, existuje ještě možnost zavedení nitroděložního tělíska, z něhož se gestageny postupně uvolňují do okolí. Působením gestagenů se v těle simuluje těhotenství. V důsledku toho ustává produkce estrogenů a po nějaké době přestane narůstat děložní sliznice. Gestageny však mohou mít řadu nežádoucích účinků jako deprese, přibývání na váze, poruchy spánku, ztráta libida, bolesti hlavy, nevolnost, vypadávání vlasů, akné apod.
Tvorba estrogenu a progesteronu ve vaječnících je regulována hormony, které vznikají jinde v těle, například v podvěsku mozkovém. Jedním z nich je přirozeně vznikající hormon uvolňující gonadotropiny (GnRH). Užíváním některého z analog GnRH, což jsou synteticky vyrobená GnRH, se prostřednictvím zpětné vazby zastaví vlastní produkce GnRH. Tělo následně přestane produkovat vlastní estrogen ve vaječnících. Kvůli nedostatku estrogenu nedorůstá každý měsíc děložní sliznice a také nedochází k menstruačnímu krvácení. Nedostatek estrogenu v těle může způsobit příznaky podobné příznakům menopauzy, mohou se objevit návaly horka, výkyvy nálad, bolesti hlavy, únava apod.
Cílem farmakologické léčby je zmírnit bolest, zmenšit stávající ložiska endometriózy a zabránit jejich dalšímu růstu, a pokud možno i předejít vzniku nových ložisek. Zatím není zcela jasné, do jaké míry mohou hormonální přípravky vést k regresi nebo úplnému vymizení endometriózy. Endometrióza má totiž sklony k recidivě, tzn. po ukončení léčby se často objeví znovu.

#### Chirurgická léčba
Cílem chirurgické léčby endometriózy je odstranění viditelných ložisek, uvolnění srůstů tkáně, obnovení funkce vejcovodů, zlepšení fertility (plodnosti) a zmírnění bolesti. Tyto různé cíle vyžadují individuální přístup lékaře k jednotlivým pacientkám. Proto je před zahájením léčby důležitý podrobný anamnestický rozhovor mezi lékařem a pacientkou, aby bylo jasné, čeho chce žena léčbou dosáhnout.

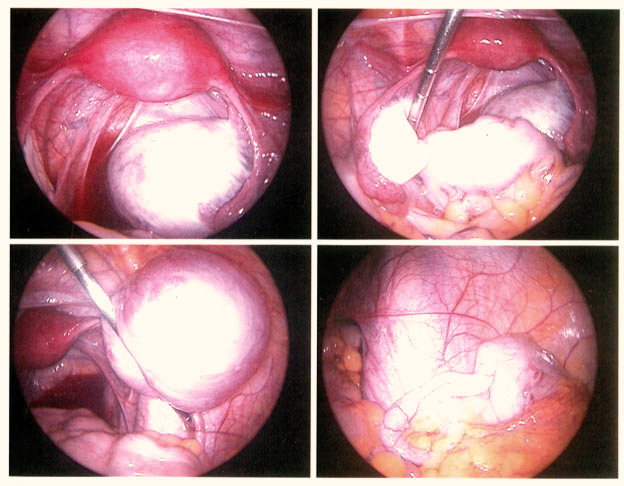
Endometrióza během laparoskopické operace

###### Laparoskopie nebo otevřená operace
Metodou první volby chirurgické léčby je laparoskopie. Při laparoskopické operaci se do těla zavádějí malé nástroje sloužící k odstranění ložisek endometriózy a případných srůstů. Protože jsou řezy velmi malé, po zákroku zůstanou na kůži jen malé jizvičky a většina pacientek se po operaci rychle zotaví a má minimální riziko vzniku pooperačních srůstů.
Vzhledem k rozsahu endometriózy a lokalizaci ložisek, je však v některých případech nutná otevřená operace. Při obou metodách se ložiska endometriózy odstraňují v celkové anestezii za použití tepla (např. laseru). Současně se mohou odstranit případné endometriální cysty nebo uvolnit tkáňové srůsty.

###### Odstranění dělohy (hysterektomie)
Pokud se ložiska endometriózy vyskytují ve svalovině dělohy (tzv. adenomyóza), zvažují některé ženy (zvláště pokud mají velmi závažné příznaky) chirurgické odstranění dělohy neboli hysterektomii. Hysterektomie však nemůže endometriózu zcela vyléčit, pokud nejsou současně odstraněny i vaječníky. Teprve odstranění vaječníků zastaví produkci ženských pohlavních hormonů. To však může vést k náhlému nástupu typických klimakterických potíží.

### Komplementární terapie
Vedle metod klasické medicíny existuje i řada alternativních a podpůrných způsobů léčby. Pro tišení bolesti se například jako velmi účinná ukázala fyzioterapie zaměřená na uvolnění pánevního dna. Pomoci mohou také práce s psychikou, pohyb (ideálně například jóga) a úprava stravy. Obecně ženám velmi pomáhají lázeňské pobyty.

## Ekonomické náklady
Endometrióza je chronické onemocnění, které má značné přímé a nepřímé ekonomické náklady. Zahrnují ztrátu odpracovaných dnů, přímé náklady na léčbu, zvládání symptomů a léčbu souvisejících stavů, jako je deprese nebo chronická bolest. Jedním z faktorů, který patrně způsobuje obzvlášť vysoké náklady, je prodleva mezi nástupem příznaků a stanovením diagnózy.
Ekonomické náklady se mezi jednotlivými státy značně liší. Nepřímé náklady spojené s tímto onemocněním jsou mnohem vyšší u dříve diagnostikovaných žen než u nově diagnostikovaných žen.